# Aleš Nešický
Aleš Nešický (Vysoké Mýto, 1º giugno 1992) è un calciatore ceco, centrocampista del Táborsko.